# Fernando III del Sacro Imperio Romano Germánico
Fernando III Ernesto de Habsburgo y Wittelsbach (Ferdinand Ernst von Habsburg) (Graz, 13 de julio de 1608-Viena, 2 de abril de 1657) fue emperador del Sacro Imperio Romano Germánico como Fernando III (coronado el 15 de febrero de 1637), Rey de Hungría y Rey de Bohemia.

## Biografía
Hijo del Emperador Fernando II de la casa de Habsburgo y de su primera esposa, María Ana de Baviera, a la muerte de su padre (1637), subió al trono imperial. En 1625 ya había sido coronado Rey de Hungría, en 1627 de Bohemia y Rey de Romanos en 1636.
Después de la muerte de Albrecht von Wallenstein en 1634, fue nombrado comandante del Ejército Imperial en la Guerra de los Treinta Años, y el mismo año, con su primo el Cardenal-Infante Fernando de Austria, derrotó a los suecos en Nördlingen. Fernando III se convirtió entonces en líder del partido de paz en el tribunal, ayudó a negociar la Paz de Praga con los Estados Protestantes, sobre todo Sajonia en 1635.
En 1640 firmó un tratado de paz con los turcos otomanos que constantemente atacaban el reino de Hungría y habían asistido al príncipe húngaro de Transilvania Gabriel Bethlen durante la guerra de los treinta años. Con este tratado prometió 22 años de paz y le prohibió a los húngaros que luchasen contra los turcos para expulsarlos del reino de Hungría.
En 1644, el príncipe Jorge Rákóczi I de Transilvania atacó a Fernando III con ayuda sueca, sin embargo en 1645 firmaron un tratado de paz en Linz. El emperador germánico y rey húngaro también le prometió a Rákóczi que le otorgaría las siete provincias húngaras del norte, que eran valiosas estratégicamente para Transilvania. Aparte de esto acordaron que serían suspendidas las ocupaciones por católicos de iglesias protestantes, y que la tolerancia religiosa se profundizaría. En 1647, el hijo de Fernando fue elegido y coronado como rey Fernando IV de Habsburgo, sin embargo este murió inesperadamente en 1654.
Durante su reinado se firmó la Paz de Westfalia y los tratados de Münster con Francia y Osnabrück con Suecia, en 1648. Tras la guerra de los Treinta Años el poder político del título imperial quedó mermado, al obtener los estados alemanes la plena soberanía para administrar sus asuntos. Desde entonces se obligó al emperador a tener que contar con el visto bueno de estos estados a través de la Dieta para poder llevar a cabo las escasas atribuciones que pudo retener como cabeza del imperio.
Durante el período pasado terrible de la guerra, en 1644 Fernando III dio a todas las regiones de Alemania el derecho de conducir su propia política exterior (ius belli ac pacis). De este modo el Emperador trataba de ganar a más aliados en las negociaciones con Francia y Suecia. Este edicto contribuyó a la erosión gradual de autoridad imperial en el Sacro Imperio Romano.
En 1655 Fernando III llamó a una asamblea nacional de nobles húngaros, donde hizo elegir a su hijo Leopoldo como rey. Su intentó se basó en asegurar el trono húngaro a la dinastía de los Habsburgo.
Falleció el 2 de abril de 1657.

## Matrimonios y descendencia

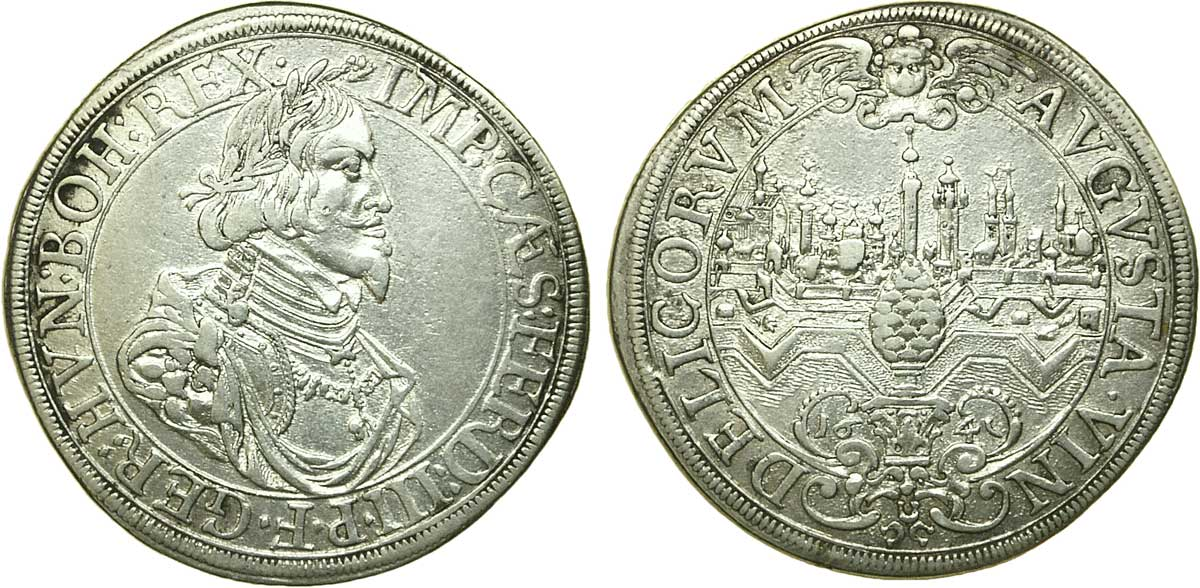
Fernando III, 1641

El 20 de febrero de 1631 Fernando III se casó con su primera esposa María Ana de España (1606-1646). Era la hija de Felipe III de España y de Margarita de Austria (tía paterna de Fernando III), los cuales eran primos terceros por línea masculina, descendientes de Felipe I de Castilla y Juana I de Castilla.
Además también eran primos de primer grado, porque el emperador Fernando II de Habsburgo padre de Fernando III era hermano de la madre de María Ana de España (1606-1646), Margarita de Austria.
Tuvieron seis hijos:
- Fernando (8 de septiembre de 1633-9 de julio de 1654). Archiduque de Austria, Rey de Hungría y de Bohemia y Rey de los Romanos.

- Mariana (23 de diciembre de 1634-16 de mayo de 1696). Archiduquesa de Austria. Casada con su tío (por la parte de su madre) Felipe IV de España. Fueron padres de Carlos II de España, el último monarca Habsburgo de España.

- Felipe Augusto (1637-1639).

- Maximiliano Tomas (1638-1639).
- Leopoldo I (9 de junio de 1640-5 de mayo de 1705).

- María de Austria (1646).

En 1648, Fernando III se casó con su segunda esposa María Leopoldina de Habsburgo-Médici, Archiduquesa de Austria. Ella era una hija de Leopoldo V, Archiduque de Austria y Claudia de Médicis. Ellos eran primos hermanos. Tuvieron un solo hijo:
- Carlos José de Habsburgo (1649-1664), fue gran maestre de la Orden Teutónica desde 1662 hasta su muerte.

En 1651, Fernando III contrajo matrimonio con Leonor de Mantua. Ella era hija de Carlos IV Gonzaga-Nevers, duque de Mantua y de Rethel. Ellos tuvieron cuatro hijos:
- Teresa María Josefa (1652-1653).
- Leonor María Josefa (1653-1697), se casó en primeras nupcias con Miguel Korybut Wisniowiecki, rey de Polonia y por segunda vez con Carlos V, duque de Lorena.
- María Ana (1654-1689), se casó con Juan Guillermo del Palatinado.
- Fernando José (1657-1658).

## Ancestros
|  |                                     |  |  |  |  |  |  |  |  |  |  |  |  |  |  |  |
|  | 16. Felipe I de Castilla            |  |  |  |  |  |  |  |  |  |  |  |  |  |  |  |
|  |                                     |  |  |  |  |  |  |  |  |  |  |  |  |  |  |  |
|  |                                     |  |  |  |  |  |  |  |  |  |  |  |  |  |  |  |
|  | 8. Fernando I de Habsburgo          |  |  |  |  |  |  |  |  |  |  |  |  |  |  |  |
|  |                                     |  |  |  |  |  |  |  |  |  |  |  |  |  |  |  |
|  |                                     |  |  |  |  |  |  |  |  |  |  |  |  |  |  |  |
|  | 17. Juana I de Castilla             |  |  |  |  |  |  |  |  |  |  |  |  |  |  |  |
|  |                                     |  |  |  |  |  |  |  |  |  |  |  |  |  |  |  |
|  |                                     |  |  |  |  |  |  |  |  |  |  |  |  |  |  |  |
|  | 4. Carlos II de Estiria             |  |  |  |  |  |  |  |  |  |  |  |  |  |  |  |
|  |                                     |  |  |  |  |  |  |  |  |  |  |  |  |  |  |  |
|  |                                     |  |  |  |  |  |  |  |  |  |  |  |  |  |  |  |
|  | 18. Vladislao II de Hungría         |  |  |  |  |  |  |  |  |  |  |  |  |  |  |  |
|  |                                     |  |  |  |  |  |  |  |  |  |  |  |  |  |  |  |
|  |                                     |  |  |  |  |  |  |  |  |  |  |  |  |  |  |  |
|  | 9. Ana de Bohemia y Hungría         |  |  |  |  |  |  |  |  |  |  |  |  |  |  |  |
|  |                                     |  |  |  |  |  |  |  |  |  |  |  |  |  |  |  |
|  |                                     |  |  |  |  |  |  |  |  |  |  |  |  |  |  |  |
|  | 19. Ana de Foix-Candale             |  |  |  |  |  |  |  |  |  |  |  |  |  |  |  |
|  |                                     |  |  |  |  |  |  |  |  |  |  |  |  |  |  |  |
|  |                                     |  |  |  |  |  |  |  |  |  |  |  |  |  |  |  |
|  | 2. Fernando II de Habsburgo         |  |  |  |  |  |  |  |  |  |  |  |  |  |  |  |
|  |                                     |  |  |  |  |  |  |  |  |  |  |  |  |  |  |  |
|  |                                     |  |  |  |  |  |  |  |  |  |  |  |  |  |  |  |
|  | 20. Guillermo IV de Baviera         |  |  |  |  |  |  |  |  |  |  |  |  |  |  |  |
|  |                                     |  |  |  |  |  |  |  |  |  |  |  |  |  |  |  |
|  |                                     |  |  |  |  |  |  |  |  |  |  |  |  |  |  |  |
|  | 10. Alberto V de Baviera            |  |  |  |  |  |  |  |  |  |  |  |  |  |  |  |
|  |                                     |  |  |  |  |  |  |  |  |  |  |  |  |  |  |  |
|  |                                     |  |  |  |  |  |  |  |  |  |  |  |  |  |  |  |
|  | 21. María de Baden-Sponheim         |  |  |  |  |  |  |  |  |  |  |  |  |  |  |  |
|  |                                     |  |  |  |  |  |  |  |  |  |  |  |  |  |  |  |
|  |                                     |  |  |  |  |  |  |  |  |  |  |  |  |  |  |  |
|  | 5. María Ana de Baviera (1551-1608) |  |  |  |  |  |  |  |  |  |  |  |  |  |  |  |
|  |                                     |  |  |  |  |  |  |  |  |  |  |  |  |  |  |  |
|  |                                     |  |  |  |  |  |  |  |  |  |  |  |  |  |  |  |
|  | 22. Fernando I de Habsburgo         |  |  |  |  |  |  |  |  |  |  |  |  |  |  |  |
|  |                                     |  |  |  |  |  |  |  |  |  |  |  |  |  |  |  |
|  |                                     |  |  |  |  |  |  |  |  |  |  |  |  |  |  |  |
|  | 11. Ana de Habsburgo-Jagellón       |  |  |  |  |  |  |  |  |  |  |  |  |  |  |  |
|  |                                     |  |  |  |  |  |  |  |  |  |  |  |  |  |  |  |
|  |                                     |  |  |  |  |  |  |  |  |  |  |  |  |  |  |  |
|  | 23. Ana de Bohemia y Hungría        |  |  |  |  |  |  |  |  |  |  |  |  |  |  |  |
|  |                                     |  |  |  |  |  |  |  |  |  |  |  |  |  |  |  |
|  |                                     |  |  |  |  |  |  |  |  |  |  |  |  |  |  |  |
|  | 1. Fernando III de Habsburgo        |  |  |  |  |  |  |  |  |  |  |  |  |  |  |  |
|  |                                     |  |  |  |  |  |  |  |  |  |  |  |  |  |  |  |
|  |                                     |  |  |  |  |  |  |  |  |  |  |  |  |  |  |  |
|  | 24. Guillermo IV de Baviera         |  |  |  |  |  |  |  |  |  |  |  |  |  |  |  |
|  |                                     |  |  |  |  |  |  |  |  |  |  |  |  |  |  |  |
|  |                                     |  |  |  |  |  |  |  |  |  |  |  |  |  |  |  |
|  | 12. Alberto V de Baviera            |  |  |  |  |  |  |  |  |  |  |  |  |  |  |  |
|  |                                     |  |  |  |  |  |  |  |  |  |  |  |  |  |  |  |
|  |                                     |  |  |  |  |  |  |  |  |  |  |  |  |  |  |  |
|  | 25. María de Baden-Sponheim         |  |  |  |  |  |  |  |  |  |  |  |  |  |  |  |
|  |                                     |  |  |  |  |  |  |  |  |  |  |  |  |  |  |  |
|  |                                     |  |  |  |  |  |  |  |  |  |  |  |  |  |  |  |
|  | 6. Guillermo V de Baviera           |  |  |  |  |  |  |  |  |  |  |  |  |  |  |  |
|  |                                     |  |  |  |  |  |  |  |  |  |  |  |  |  |  |  |
|  |                                     |  |  |  |  |  |  |  |  |  |  |  |  |  |  |  |
|  | 26. Fernando I de Habsburgo         |  |  |  |  |  |  |  |  |  |  |  |  |  |  |  |
|  |                                     |  |  |  |  |  |  |  |  |  |  |  |  |  |  |  |
|  |                                     |  |  |  |  |  |  |  |  |  |  |  |  |  |  |  |
|  | 13. Ana de Habsburgo-Jagellón       |  |  |  |  |  |  |  |  |  |  |  |  |  |  |  |
|  |                                     |  |  |  |  |  |  |  |  |  |  |  |  |  |  |  |
|  |                                     |  |  |  |  |  |  |  |  |  |  |  |  |  |  |  |
|  | 27. Ana de Bohemia y Hungría        |  |  |  |  |  |  |  |  |  |  |  |  |  |  |  |
|  |                                     |  |  |  |  |  |  |  |  |  |  |  |  |  |  |  |
|  |                                     |  |  |  |  |  |  |  |  |  |  |  |  |  |  |  |
|  | 3. María Ana de Baviera (1574-1616) |  |  |  |  |  |  |  |  |  |  |  |  |  |  |  |
|  |                                     |  |  |  |  |  |  |  |  |  |  |  |  |  |  |  |
|  |                                     |  |  |  |  |  |  |  |  |  |  |  |  |  |  |  |
|  | 28. Antonio de Lorena               |  |  |  |  |  |  |  |  |  |  |  |  |  |  |  |
|  |                                     |  |  |  |  |  |  |  |  |  |  |  |  |  |  |  |
|  |                                     |  |  |  |  |  |  |  |  |  |  |  |  |  |  |  |
|  | 14. Francisco I de Lorena           |  |  |  |  |  |  |  |  |  |  |  |  |  |  |  |
|  |                                     |  |  |  |  |  |  |  |  |  |  |  |  |  |  |  |
|  |                                     |  |  |  |  |  |  |  |  |  |  |  |  |  |  |  |
|  | 29. Renata de Borbón-Montpensier    |  |  |  |  |  |  |  |  |  |  |  |  |  |  |  |
|  |                                     |  |  |  |  |  |  |  |  |  |  |  |  |  |  |  |
|  |                                     |  |  |  |  |  |  |  |  |  |  |  |  |  |  |  |
|  | 7. Renata de Lorena                 |  |  |  |  |  |  |  |  |  |  |  |  |  |  |  |
|  |                                     |  |  |  |  |  |  |  |  |  |  |  |  |  |  |  |
|  |                                     |  |  |  |  |  |  |  |  |  |  |  |  |  |  |  |
|  | 30. Cristián II de Dinamarca        |  |  |  |  |  |  |  |  |  |  |  |  |  |  |  |
|  |                                     |  |  |  |  |  |  |  |  |  |  |  |  |  |  |  |
|  |                                     |  |  |  |  |  |  |  |  |  |  |  |  |  |  |  |
|  | 15. Cristina de Dinamarca           |  |  |  |  |  |  |  |  |  |  |  |  |  |  |  |
|  |                                     |  |  |  |  |  |  |  |  |  |  |  |  |  |  |  |
|  |                                     |  |  |  |  |  |  |  |  |  |  |  |  |  |  |  |
|  | 31. Isabel de Austria               |  |  |  |  |  |  |  |  |  |  |  |  |  |  |  |
|  |                                     |  |  |  |  |  |  |  |  |  |  |  |  |  |  |  |
|  |                                     |  |  |  |  |  |  |  |  |  |  |  |  |  |  |  |